# Herbertina
Herbertina é um gênero de traça pertencente à família Arctiidae.